# Medeón (dème)
Le dème de Medeón, en grec moderne : Δήμος Μεδεώνος / Dímos Medeónas, est un ancien dème d'Étolie-Acarnanie en Grèce-Occidentale. En 2010, il est fusionné au sein du dème d'Áktio-Vónitsa.
Selon le recensement de 2011, la population du dème compte 3 858 habitants.